# PiRNA
piwi-interacting RNAs (piRNAs) sind eine im Jahr 2006 entdeckte Klasse von RNAs, die etwas länger als miRNAs und siRNAs sind (26–31 nt). Diese RNAs binden – wie durch den Namen impliziert – an PIWI-Proteine und sind hauptsächlich in Geschlechtszellen (germline) zu finden, wo sie essentiell für die Spermatogenese sind. Sie sind unter anderem bei der Genstilllegung von Retrotransposons beteiligt. Identifiziert wurden diese RNAs in den Laboren von Greg Hannon, Toshiaki Watanabe, Haifan Lin, Dimos Gaidatzis, Mihaela Zavolan und Tom Tuschl.